# Мистерија Елчеа
Мистерија Елчеа (катал. Misteri d'Elx) је црквена драма града Елчеа. То је света музичка драма о смрти, вазнесењу и крунисању Пресвете Богородице. Од средине 15. века изводи се сваке године 14. и 15. августа у базилици Свете Марије у граду Елче.
Унеско га је 2001. прогласио ремек-делом усменог и нематеријалног наслеђа човечанства, а 2008. уписао га на своју репрезентативну листу.

## Порекло
Порекло Мистерије Елчеа још увек није тачно утврђено због недостатка тачности у документима. Постоје две локалне традиције у вези њеног настанка. Једна од њих повезује њено стварање са освајањем Елчеа од стране краља Ђаума I од Арагона 1265. године. Друго легендарно предање даје Мистерији чудесно порекло и повезује је са појавом или „Доласком“ слике Богородице од Елчеа 29. децембра 1370. године. Тада је Консуета (либрето) нађена, поред лика Марије, у дрвеном ковчегу који плутао по водама Средоземног мора, на оближњој плажи.
Први доказ о тексту је копија направљена у седамнаестом веку. Тренутно најстарија копија је из 1709. године.

## Опис драме
Ова представа, која се у потпуности пева, састоји се од два чина. Текстови су на валенсијском, локалном облику каталонског, са одређеним деловима на латинском. Сцена има два нивоа: хоризонталну „земаљску” сцену и вертикалну „небеску” сцену, карактеристичну за средњовековну мистерију. Древна ваздушна машинерија се користи за побољшање спектакла помоћу специјалних ефеката.
Први чин (La Vespra) одиграва се 14. а други чин (La Festa) 15. августа. У њима се приказују смрт и крунисање Богородице у низу сцена и повезаних слика: Маријина смрт, ноћна процесија коју прати стотине учесника са свећама, јутарња процесија, поподневна погребна поворка улицама Елчеа, сахране, Успење и крунисање у базилици.

## Значај
Ова традиција која привлачи целокупно становништво града је уско повезана са културним и језичким идентитетом становника региона.
Мистерија Елчеа је 1931. године проглашена за „Национални споменик“ и заштићена је и са неколико закона који имају за циљ очување културног наслеђа.